# Ganlin (köpinghuvudort i Kina, Zhejiang Sheng, lat 29,52, long 120,71)
Ganlin (kinesiska: 甘霖镇, 甘霖) är en köpinghuvudort i Kina. Den ligger i provinsen Zhejiang, i den östra delen av landet, omkring 97 kilometer sydost om provinshuvudstaden Hangzhou. Antalet invånare är 72 345. Befolkningen består av 35 337 kvinnor och 37 008 män. Barn under 15 år utgör 11,0 %, vuxna 15-64 år 74 %, och äldre över 65 år 13,0 %.
Runt Ganlin är det tätbefolkat, med 343 invånare per kvadratkilometer. Ganlin är det största samhället i trakten. I omgivningarna runt Ganlin växer i huvudsak blandskog.
Genomsnittlig årsnederbörd är 2 209 millimeter. Den regnigaste månaden är juni, med i genomsnitt 377 mm nederbörd, och den torraste är januari, med 70 mm nederbörd.